# Biblioteca Torras i Bages
sevsevLa Biblioteca Torras i Bages és una biblioteca pública del municipi de Vilafranca del Penedès a la comarca de l'Alt Penedès que facilita l'accés a la informació, a la cultura i al lleure de manera lliure i gratuïta a tots els ciutadans de la comunitat. La biblioteca fou inaugurada l'any 1934 i fou traslladada a l'emplaçament actual l'any 1946 a Cal Gomà, casa pairal del Bisbe Torras i Bages, de qui pren el nom la biblioteca. La Biblioteca Torras i Bages forma part de la Xarxa de Biblioteques Municipals de la Diputació de Barcelona.

## Història
Els primers passos de la Biblioteca de Vilafranca, comencen l'any 1917, moment en el qual la Mancomunitat de Catalunya -a través del Consell de Pedagogia-, atorga la concessió d'una Biblioteca Popular per a Vilafranca del Penedès. L'Ajuntament va en va proposar la construcció a uns emplaçaments de la vila però la manca d'entesa per establir la ubicació definitiva i els esdeveniments polítics que es produïren el 1923 amb la dictadura del general Primo de Rivera, van paralitzar fins al 1931   el procés de construcció de la biblioteca vilafranquina.
Amb l'arribada de la Generalitat republicana es reprenen les obres i finalment, l'any 1934, la tan esperada Biblioteca Popular s'inaugura per Festa Major el dia 31 d'agost, amb Lluís Companys encapçalant la delegació de la Generalitat.
Primer es va instal·lar a la confluència de les dues rambles vilafranquines: la Rambla de Sant Francesc i la Rambla de Nostra Senyora. Era un edifici d'espais amplis, decoracions delicades i molt acollidor. Es va inaugurar amb un fons de 3.350 volums i, des de l'inici, va comptar amb una sala d'adults, sala infantil (la primera biblioteca popular que oferia aquest servei), magatzem, secció de revistes, despatx i una sala de conferències per a realitzar actes culturals.
La primera directora de la biblioteca va ser Josefina Morató i va haver de viure un inici molt dur, sobretot a partir de les dificultats derivades de la guerra civil, amb part de la caserna ocupada per un hospital. L'hivern del 1937 la directora escrivia al dietari: Neva a Vilafranca. Al clima dominant a tot Catalunya s'hi afegeix la manca d'aliments. No hi ha carbó ni tampoc llenya, i a causa del fred intensíssim d'aquests dies estem a una temperatura molt baixa. Els lectors es queixen i no van a la biblioteca perquè no s'hi troben bé".
Malgrat tot, la biblioteca va donar servei fins una setmana abans de l'entrada de les tropes franquistes a la vila. El dia 16 de gener de 1939 la biblioteca tanca les portes i no les tornarà a obrir fins a l'any 1946, gairebé vuit anys més tard, quan va ser traslladada a Cal Gomà. Aquest edifici gòtic, erigit entre la plaça de l'Oli i la plaça de Jaume I, havia estat la casa pairal de Josep Torras i Bages i avui dia encara és seu de la biblioteca vilafranquina. En aquesta nova etapa, la biblioteca pren el nom del qui havia estat bisbe de Vic, nascut al poble penedesenc de les Cabanyes el 1846 i una de les figures més destacades del catalanisme catòlic de finals del segle xix.